# Коцежев-Полуднёвы (гмина)
Коцежев-Полуднёвы (пол. ina Kocierzew Południowy) — сельская гмина (волость) в Польше, входит как административная единица в Ловичский повет, Лодзинское воеводство. Население — 4718 человек (на 2004 год).

## Сельские округа
1. Бочки
2. Гонголин-Полуднёвы
3. Гонголин-Пулноцны
4. Гонголин-Заходни
5. Езорко
6. Коцежев-Полуднёвы
7. Коцежев-Пулноцны
8. Константынув
9. Ленартув
10. Липнице
11. Лагушев
12. Осек
13. Островец
14. Пласкоцин
15. Ружыце
16. Ружыце-Журавенец
17. Сромув
18. Вейсце
19. Вице

## Соседние гмины
1. Гмина Хонсьно
2. Гмина Илув
3. Гмина Керноза
4. Гмина Лович
5. Гмина Неборув
6. Гмина Нова-Суха
7. Гмина Рыбно